# Newton (Iowa)
Newton é uma cidade localizada no estado americano de Iowa, no Condado de Jasper.

## Demografia
Segundo o censo americano de 2000, a sua população era de 15.579 habitantes.
Em 2006, foi estimada uma população de 15.469, um decréscimo de 110 (-0.7%).

## Geografia
De acordo com o United States Census Bureau tem uma área de
26,6 km², dos quais 26,6 km² cobertos por terra e 0,0 km² cobertos por água. Newton localiza-se a aproximadamente 290 m acima do nível do mar.

## Localidades na vizinhança
O diagrama seguinte representa as localidades num raio de 20 km ao redor de Newton.